# Hugo Pool
Hugo Pool is een film uit 1997 onder regie van Robert Downey sr..

## Verhaal
Degenen die deze film zien krijgen een kijkje de zwaarste dag in het leven van de fictieve persoon Hugo Dugay. Deze Hugo Dugay is een schoonmaakster van zwembaden. Niet alleen krijgt ze te maken met haar disfunctionele ouders en opmerkelijke klanten, ook wordt ze opgezadeld met een gehandicapte, maar charmerende man.

## Rolverdeling
| Acteur            | Personage       |
| ----------------- | --------------- |
| Alyssa Milano     | Hugo Dugay      |
| Patrick Dempsey   | Floyd Gaylen    |
| Malcolm McDowell  | Henry Dugay     |
| Sean Penn         | Vreemde lifter  |
| Robert Downey jr. | Franz Mazur     |
| Cathy Moriarty    | Minerva         |
| Ann Magnuson      | Bijrol          |
| Chuck Barris      | Irwin           |
| Richard Lewis     | Chick Chicalini |